# Универзитетски меч
Универзитетски меч (енгл. The Varsity Match) је чувени меч у рагбију између универзитетских екипа Оксфорда и Кембриџа. Ова утакмица се игра почетком децембра сваке године у Лондону. Многи успешни рагбисти су студирали, на неком од ова два универзитета.

## Историја
Прва утакмица је одиграна још 1872. До сада је одиграно 137 утакмица, Оксфорд је победио 60 пута, Кембриџ 63 пута, а 14 пута је било нерешено. Кроз историју, Оксфорд је увек играо у опреми тамноплаве боје, а Кембриџ у плавобелој. 
Списак победника
- 1872. Оксфорд
- 1873. Кембриџ
- 1873. Нерешено
- 1874. Нерешено
- 1875. Оксфорд
- 1876. Кембриџ
- 1877. Оксфорд
- 1879. Нерешено
- 1880. Кембриџ
- 1881. Оксфорд
- 1882. Оксфорд
- 1883. Оксфорд
- 1884. Оксфорд
- 1885. Кембриџ
- 1886. Кембриџ
- 1887. Кембриџ
- 1888. Кембриџ
- 1889. Оксфорд
- 1890. Нерешено
- 1891. Кембриџ
- 1892. Нерешено
- 1893. Оксфорд
- 1894. Нерешено
- 1895. Кембриџ
- 1896. Оксфорд
- 1897. Оксфорд
- 1898. Кембриџ
- 1899. Кембриџ
- 1900. Оксфорд
- 1901. Оксфорд
- 1902. Нерешено
- 1903. Оксфорд
- 1904. Кембриџ
- 1905. Кембриџ
- 1906. Оксфорд
- 1907. Оксфорд
- 1908. Нерешено
- 1909. Оксфорд
- 1910. Оксфорд
- 1911. Оксфорд
- 1912. Кембриџ
- 1913. Кембриџ
- 1914. Није се играло због Првог светског рата
- 1915. Није се играло због Првог светског рата
- 1916. Није се играло због Првог светског рата
- 1917. Није се играло због Првог светског рата
- 1918. Није се играло због Првог светског рата
- 1919. Кембриџ
- 1920. Оксфорд
- 1921. Оксфорд
- 1922. Кембриџ
- 1923. Оксфорд
- 1924. Оксфорд
- 1925. Кембриџ
- 1926. Кембриџ
- 1927. Кембриџ
- 1928. Кембриџ
- 1929. Оксфорд
- 1930. Нерешено
- 1931. Оксфорд
- 1932. Оксфорд
- 1933. Оксфорд
- 1934. Кембриџ
- 1935. Нерешено
- 1936. Кембриџ
- 1937. Оксфорд
- 1938. Кембриџ
- 1939. Није се играло због Другог светског рата
- 1940. Није се играло због Другог светског рата
- 1941. Није се играло због Другог светског рата
- 1942. Није се играло због Другог светског рата
- 1943. Није се играло због Другог светског рата
- 1944. Није се играло због Другог светског рата
- 1945. Кембриџ
- 1946. Оксфорд
- 1947. Кембриџ
- 1948. Оксфорд
- 1949. Оксфорд
- 1950. Оксфорд
- 1951. Оксфорд
- 1952. Кембриџ
- 1953. Нерешено
- 1954. Кембриџ
- 1955. Оксфорд
- 1956. Кембриџ
- 1957. Оксфорд
- 1958. Кембриџ
- 1959. Оксфорд
- 1960. Кембриџ
- 1961. Кембриџ
- 1962. Кембриџ
- 1963. Кембриџ
- 1964. Оксфорд
- 1965. Нерешено
- 1966. Оксфорд
- 1967. Кембриџ
- 1968. Кембриџ
- 1969. Оксфорд
- 1970. Оксфорд
- 1971. Оксфорд
- 1972. Кембриџ
- 1973. Кембриџ
- 1974. Кембриџ
- 1975. Кембриџ
- 1976. Кембриџ
- 1977. Оксфорд
- 1978. Кембриџ
- 1979. Оксфорд
- 1980. Кембриџ
- 1981. Кембриџ
- 1982. Кембриџ
- 1983. Кембриџ
- 1984. Кембриџ
- 1985. Оксфорд
- 1986. Оксфорд
- 1987. Кембриџ
- 1988. Оксфорд
- 1989. Кембриџ
- 1990. Оксфорд
- 1991. Кембриџ
- 1992. Кембриџ
- 1993. Оксфорд
- 1994. Кембриџ
- 1995. Кембриџ
- 1996. Кембриџ
- 1997. Кембриџ
- 1998. Кембриџ
- 1999. Оксфорд
- 2000. Окфсорд
- 2001. Оксфорд
- 2002. Кембриџ
- 2003. Нерешено
- 2004. Оксфорд
- 2005. Кембриџ
- 2006. Кембриџ
- 2007. Кембриџ
- 2008. Оксфорд
- 2009. Кембриџ
- 2010. Оксфорд
- 2011. Оксфорд
- 2012. Оксфорд
- 2013. Оксфорд
- 2014. Оксфорд
- 2015. Оксфорд
- 2016. Кембриџ
- 2017. Кембриџ
- 2018. Оксфорд

## Занимљивости
Поред рагбија, ривали Оксфорд и Кембриџ се такмиче и у другим спортовима, ватерполу, веслању, једрењу, голфу, хокеју... Многи познати рагбисти су студирали на Оксфорду или Кембриџу, међу њима су Гејвин Хејстингс, Џејми Робертс, Тони Андервуд, Кенсуке Ивабуши, Брајан Смит, Герет Рис, Дејвид Кирк... Дакле, рагби утакмица се игра између универитетских екипа Оксфорда и Кембриџа и у мушкој и у женској конкуренцији. 